# Palácio Legislativo do Peru

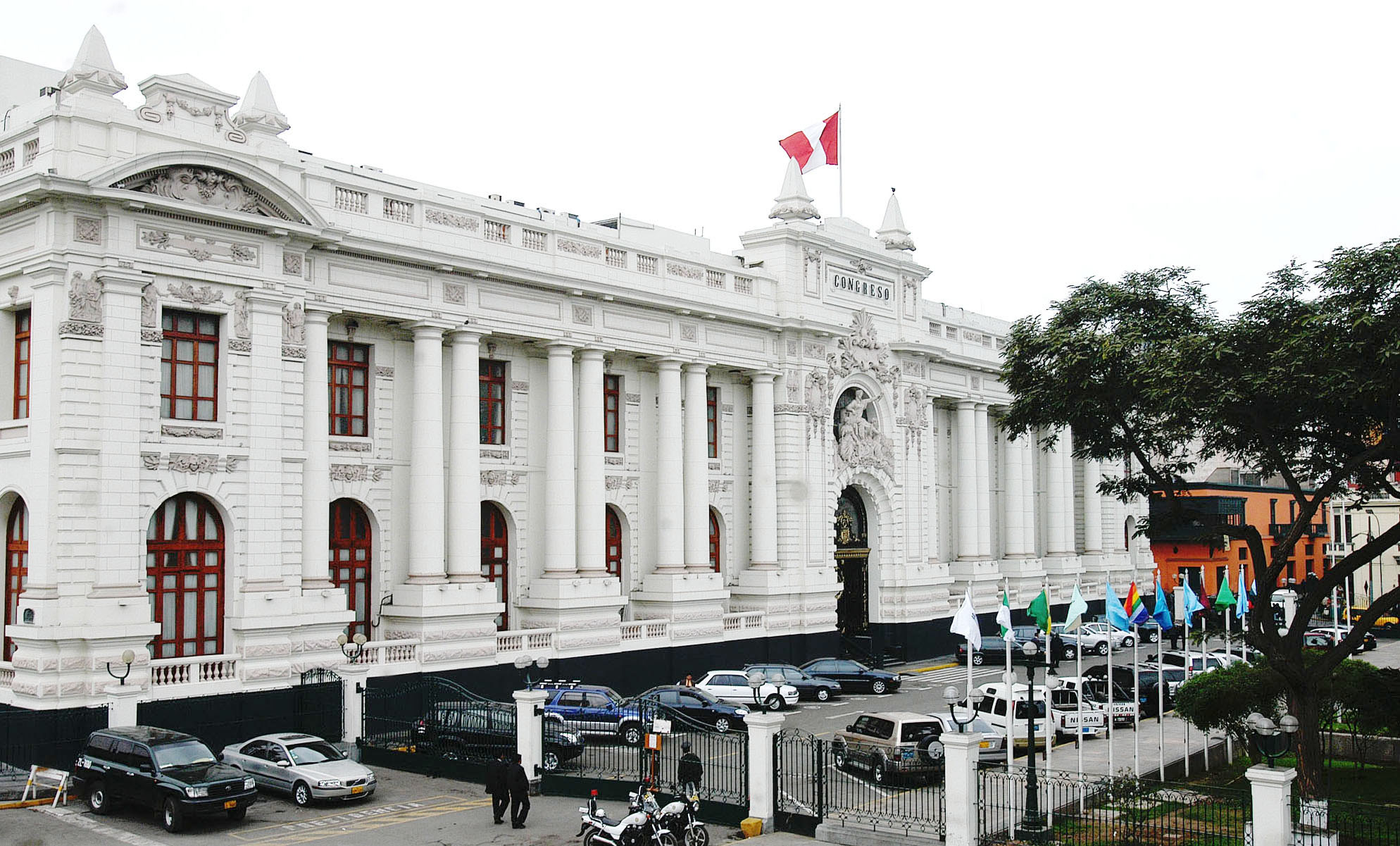
Fachada do Palácio Legislativo do Peru.

O Palácio Legislativo do Peru (em espanhol: Palacio Legislativo del Perú) é a sede do Congresso da República, situado na região histórica de Lima, capital do país. Foi construído em 1906, durante o governo de Óscar R. Benavides, com o objetivo de sediar o Congresso. O Palácio Legislativo abriga as sessões ordinárias e extraordinárias do Congresso, incluindo o "discurso de 28 de julho", através do qual o Presidente da República inicia o ano parlamentar. 